# Hồ sơ khách hàng
Hồ sơ khách hàng (tiếng Anh: Customer Profile) là một tài liệu mô tả các đặc điểm về tâm lý, nhân khẩu học, địa lý, cũng như các điểm đau (pain points), sở thích, kiểu cách mua hàng (buying patterns) của khách hàng hoặc một nhóm khách hàng tiềm năng của công ty. Hồ sơ khách hàng được thể hiện giống như một bản mô tả chi tiết về một cá nhân thật, bao gồm đầy đủ các thông tin và hình ảnh (Avatar).
Hồ sơ khách hàng là một nhóm các thông tin đại diện cho một nhóm khách hàng giống nhau của công ty. Một công ty có thể có một hoặc nhiều hồ sơ khách hàng tùy thuộc vào loại hình của công ty. Chẳng hạn, các công ty kinh doanh những sản phẩm ngách (Niche product) thường có một đến hai hồ sơ khách hàng, trong khi các công ty kinh doanh các sản phẩm đa năng (Versatile product) có thể có năm đến mười hồ sơ khách hàng.
Hồ  sơ khách hàng được tạo ra bằng cách nghiên cứu, phân tích dữ liệu hoặc phỏng vấn khách hàng. Hồ sơ được đặt một cái tên đặc trưng thể hiện nhóm khách hàng mà nó đại diện.
Các công ty thường xây dựng hồ sơ khách hàng như một cách thức vẽ ra chi tiết chân dung khách hàng mục tiêu, để thật sự hiểu rõ khách hàng của mình, từ đó đưa ra các quyết định liên quan đến sản phẩm/dịch vụ hay các chiến lược marketing hướng đến khách hàng.

## Các yếu tố cấu tạo nên hồ sơ khách hàng.

### Nhân khẩu học (Demographic)
Nhân khẩu học tiết lộ các thông về tên, tuổi, chủng tộc, giới tính, nghề nghiệp, tình trạng hôn nhân, tôn giáo v.v... của khách hàng. Hiểu rõ các thông tin trên giúp doanh nghiệp có thể cung cấp các sản phẩm hoặc dịch vụ phù hợp với nhu cầu của họ.

### Vị trí địa lí (Geographic)
Vị trí địa lí bao gồm các thông tin về quê quán, khu vực sinh sống hiện tại và các đặc điểm liên quan đến các khu vực.
Chẳng hạn, một công ty xe hơi sẽ có thể sử dụng phân khúc địa lý để xác định loại phương tiện họ nên sản xuất với số lượng lớn hơn. Nếu hầu hết khách hàng của họ cư trú ở khu vực nông thôn, công ty sẽ chế tạo những chiếc xe có lốp dày và nặng cho phép khách hàng điều hướng những con đường gập ghềnh một cách dễ dàng.

### Hành vi (Behavioural)
Hành vi khách hàng tiết lộ các thông tin về cách thức mua hàng những yếu tố ảnh hưởng đến quyết định mua hàng của khách hàng,  các yếu tố về giá cả hoặc chương trình khuyến mãi kể cả là những yếu tố bên ngoài hay bên trong, điều gì thúc đẩy họ mua hàng và tại sao. Và các hành vi khác như hành vi sử dụng mạng xã hội và các phương tiện truyền thông.

### Tâm lí (Psychographic)
Yếu tố tâm lí cung cấp các thông tin mô tả sâu sắc hơn về khách hàng của công ty thông qua:
- Hành vi và niềm tin của khách hàng, bao gồm tính cách, sở thích, lối sống, giá trị của họ.
- Nỗi lo lắng sợ hãi, hy vọng và mong muốn của khách hàng.
- Thách thức và nỗi đau: sản phẩm hoặc dịch vụ hiện tại cung cấp chất lượng xấu, chi phí cao, v.v...

Hiểu rõ các yếu tố về tâm lí sẽ giúp doanh nghiệp đề xuất hoặc cung cấp các sản phẩm dịch vụ có thể giải quyết và đáp ứng các nhu cầu mong muốn của khách hàng.

### Kinh tế xã hội(Socio-economics)
Hầu hết các hồ sơ khách hàng lý tưởng cũng có các thuộc tính liên quan đến giáo dục (trình độ học vấn cao nhất), thu nhập (thể hiện địa vị xã hội), cơ cấu gia đình (quy mô, độc thân hay kết hôn, sống với những ai, v.v..).Công ty có thể nghiên cứu lớp kinh tế xã hội mà khách hàng của họ thuộc vào.
Chẳng hạn:
- Tầng lớp thượng lưu
- Tâng lớp trung lưu
- Tầng lớp thấp

### RFM (Recency-Frequency-Montary)
- Recency: những lần gần đây khách hàng mua hàng như thế nào?
- Frequency: mức độ thường xuyên của việc mua hàng?
- Montary: khách hàng chi bao nhiêu tiền khi mua hàng?

Một hồ sơ khách hàng không nhất thiết bao gồm đầy đủ các yếu tố trên mà tùy thuộc vào mục tiêu marketing của công ty và mô hình công ty. 

## Lợi ích của việc xây dựng hồ sơ khách hàng?
Nghiên cứu từ  Tech Validate cho thấy 99% các nhà tiếp thị nhận định rằng việc xây dựng, lưu trữ và tận dụng hồ sơ khách hàng là rất quan trọng  cho các doanh nghiệp cũng như gia tăng hiệu quả tiếp thị. Dưới đây là các lợi ích từ việc xây dựng hồ sơ khách hàng.

### Tìm kiếm khách hàng mới dễ hơn
Khi tập hợp các hồ sơ khách hàng lại với nhau, các nhà tiếp thị có thể nhận ra những đặc điểm chung của khách hàng tiềm năng mới mà doanh nghiệp muốn hướng tới. Từ đó họ có thể dễ dàng phân khúc và phác họa chân dung mới cho nhóm khách hàng này, có thể dựa vào các đặc điểm mới để tùy chỉnh lại các chiến lược, các kênh tiếp cận và các thông điệp truyền thông mới cho họ.
Một hồ sơ khách hàng  chính xác còn cho phép một doanh nghiệp hiểu được các đặc điểm nhân khẩu học,biết được thị trường khách hàng nào tiềm năng hay thị trường nào đang tăng trưởng và thị trường nào chưa được khai thác sẽ nhưng có tiềm năng sinh lợi.Điều này sẽ giúp cải thiện các chiến lược tiếp thị khách hàng mục tiêu,từ đó sẽ cải thiện tỷ lệ phản hồi và có thể dẫn đến nhiều chuyển đổi hơn.

### Tiết kiệm chi phí
Thông qua hồ sơ khách hàng, một doanh nghiệp sẽ trang bị tốt hơn để biết nên giao tiếp với ai, khi nào và ở đâu,  phương pháp và kênh nào sẽ hiệu quả nhất để phổ biến thông tin về sản phẩm hay dịch vụ của mình đến họ. Từ đó, giúp các doanh nghiệp vừa có thể tiếp cận chính xác đến các khách hàng mục tiêu vừa giảm thiểu các chi phí tiếp thị không cần thiết khác.
Ví dụ, nếu trong hồ sơ khách hàng có nói khách hàng tiềm năng của bạn có thói quen sử dụng Facebook để mua sắm thì doanh nghiệp có thể triển khai các chiến dịch tiếp thị tại kênh này thay vì tốn chi phí cho việc lập các banner tại các địa điểm khác mà khách hàng của họ có thể không thấy được.

### Xây dựng lòng trung thành khách hàng
Theo ma trận trải nghiệm khách hàng (Customer Experience Matrix) 79 phần trăm người tiêu dùng trung thành hơn với một doanh nghiệp hiểu họ. Vì vậy, các doanh nghiệp có thể thông qua hồ sơ khách hàng để chuẩn bị các thông điệp,các sản phẩm phù hợp và phổ biến thông tin đến các phân khúc khách hàng khác nhau bằng cách sử dụng các kênh liên lạc ưa thích của họ. Những thông điệp và sản phẩm như vậy sẽ có giá trị và gây ấn tượng nhất đối với khách hàng.
Sẽ không có ý nghĩa khi "đổ bộ" hộp thư đến của khách hàng  bằng thông tin mà họ không sử dụng - điều này có thể dẫn đến họ hủy đăng ký hoặc chặn tất cả nội dung của  doanh nghiệp. Thông tin kém và không liên quan là một trong những nguyên nhân hàng đầu khiến khách hàng không hài lòng với một doanh nghiệp. Cho nên, doanh nghiệp cần tránh các điều trên và  khéo léo sử dụng đúng hồ sơ khách hàng để xây dựng lòng trung thành của khách hàng.

### Tạo ra các sản phẩm, dịch vụ mới
Thông qua các hồ sơ khách hàng, doanh nghiệp có thể nhận thấy các nhu cầu và mong muốn của họ, từ đó có thể triển khai các ý tưởng từ các mong muốn phát sinh từ khách hàng để củng cố các sản phẩm hiện tại hay hoàn thiện và nâng cao chất lượng dịch vụ của doanh nghiệp. Điều đó, không chỉ giúp doanh nghiệp thu hút khách hàng hơn mà còn gia tăng sức cạnh tranh trên thị trường.

## Cách xây dựng hồ sơ khách hàng

### Xác định nhóm khách hàng cốt lõi
Bước đầu tiên trong quy trình thiết kế hồ sơ khách hàng chính là xác định và phân tích nhóm khách hàng cốt lõi - những người đã sử dụng và yêu thích sản phẩm / dịch vụ của doanh nghiệp.
Từ cơ sở những khách hàng hiện tại, doanh nghiệp sẽ tạo ra danh sách các khách hàng cốt lõi. Đó là những người nhận được những giá trị tốt nhất từ sản phẩm / dịch vụ, đồng thời luôn hài lòng và sẵn sàng giới thiệu sản phẩm / dịch vụ với những khách hàng khác.
Một vài câu hỏi nhằm xác định nhóm khách hàng cốt lõi như sau:
- Ai là người đã sử dụng các sản phẩm của doanh nghiệp lâu nhất?
- Ai là người đã giới thiệu các sản phẩm của doanh nghiệp đến bạn bè / người thân?
- Ai là người đã chi nhiều hơn mức trung bình của những khách hàng khác khi mua sản phẩm của doanh nghiệp?

Trong trường hợp doanh nghiệp vừa được thành lập và chưa có nhiều khách hàng, hãy tìm hiểu dựa trên các đối thủ, các công ty trong ngành. Từ đó, các nhà tiếp thị sẽ hiểu được nhóm đối tượng có khả năng sử dụng sản phẩm / dịch vụ của mình nhất. Ví dụ, một công ty kinh doanh bàn làm việc sẽ chọn những người sử dụng máy tính để bàn là khách hàng mục tiêu cần nhắm đến.

### Tìm hiểu về hành trình trải nghiệm của khách hàng
Hành trình trải nghiệm của khách hàng (Customer Journey Map) là các dữ liệu do doanh nghiệp thu thập được. Trong đó, các điểm tiếp xúc của khách hàng với doanh nghiệp trong quá trình mua hàng được chú ý đến. Hành trình trải nghiệm của khách hàng sẽ giúp các nhà tiếp thị thấu hiểu thêm về nhóm khách hàng mục tiêu mà mình đang hướng đến, thông qua các nhu cầu, thách thức họ đang gặp phải, mục tiêu,...

### Liệt kê các đặc điểm của nhóm khách hàng cốt lõi
Khi đã có những thông tin bao quát về khách hàng, nhiệm vụ tiếp theo của nhà tiếp thị là liệt kê các đặc điểm nổi bật của họ để hoàn thiện hồ sơ khách hàng.
Các đặc điểm có thể kể đến như:
- Nhân khẩu học
- Tâm lý
- Hành vi
- Các đặc điểm về xã hội, văn hóa, kinh tế
- Khu vực địa lý

Sau khi đã liệt kê các thông tin trên, việc cần làm là khảo sát nhóm khách hàng để thu thập các thông tin cần thiết. Những công cụ khảo sát như SurveyMonkey hay Google Forms sẽ giúp các nhà tiếp thị ở công đoạn này.

### Hoàn thiện hồ sơ khách hàng
Sau khi thu thập đủ thông tin về nhóm khách hàng cốt lõi, bao gồm những đặc điểm nổi bật, những lý do họ lựa chọn sản phẩm / dịch vụ của doanh nghiệp, cùng với các dữ liệu khác - nhà tiếp thị đã có thể hoàn thiện nên hồ sơ khách hàng của mình.
Hồ sơ khách hàng là một đòn bẩy quan trọng đối với sự phát triển của doanh nghiệp. Yếu tố này sẽ hoạt động như một chiếc kim chỉ nam khi doanh nghiệp muốn tung sản phẩm mới, tìm kiếm kênh tiếp thị mới,...
Nếu không có hồ sơ khách hàng, doanh nghiệp dễ dàng gặp rủi ro trong việc cung cấp những sản phẩm / dịch vụ không đáp ứng được bất kỳ nhu cầu cụ thể nào của khách hàng, hoặc trong những chiến dịch truyền thông... Doanh nghiệp cần bám sát hồ sơ khách hàng khi muốn phát triển các chiến lược khác để phát triển kinh doanh.